# KTO Ryś
KTO Ryś (с пол. — «Рысь») — польская многоцелевая бронированная машина 8х8, созданная компанией Polish Armaments Group в 2002на базе OT-64 SKOT. Бронемашины так и не были приняты на вооружение, основным изменением стало использование двигателя Iveco Cursor.

## Варианты
- KTO Ryś-Med — четырёхместная бронемашина скорой помощи.
- KTO Azalia — артиллерийская командирская машина.
- ZSRZ Kaktus — система радиоэлектронной борьбы.
- KTRI Tuja — инженерная машина.
- KTO Irbis — вариант 6х6.